# 杨龙溪
杨龙溪（1966年5月—），男性，福建惠安人，中共党员，中华人民共和国政治人物、軍事人物，拥有中国人民解放军少将军衔。

## 生平
早年在惠安荷山学校就读，后来加入中国人民解放军，曾任第31集团军某师副政治委员，金华市委常委、金华军分区政委，东部战区陆军某部政治委员，战略支援部队某部政治工作部主任，酒泉卫星发射中心安全部秘书长，酒泉卫星发射中心人力资源部主任，中國人民解放軍戰略支援部隊航天工程大學少将政委，党委书记等职。现任中共青海省委常委、省军区党委书记、省军区政治委员。